# Штурмовое (село, Севастополь)
Штурмово́е (до 1948 года Новые Шули; укр. Штурмове, крымскотат. Yañı Şüli, Янъы Шули) — село в Балаклавском муниципальном округе Балаклавского района города  Севастополя  (по решению исполнительного комитета Севастопольского городского Совета депутатов трудящихся от 14 августа 1962 года № 442 согласно административно-территориальному делению УССР и Украины с 1962 года не имеет статуса отдельного населённого пункта в составе Балаклавского района Севастопольского горсовета; в 2014 году населённый пункт был восстановлен как село).

## География
Расположен в северо-западной части района, примерно в 6 км к северу от Балаклавы, высота центра села над уровнем моря 18 м. Находится в долине реки Чёрной, на левом берегу, у северного склона Федюхиных высот и подножия Сапун-Горы, у западной окраины посёлка проходит объездная севастопольская автодорога 67К-2 (по украинской классификации — P-27), ближайший населённый пункт — посёлок Сахарная Головка, в 1 км севернее. В посёлке действуют детский сад № 121 и клуб.

## Население
| 1926  | 1945 | 1952 | 1954 | 1955 | 2000  | 2011  |
| ----- | ---- | ---- | ---- | ---- | ----- | ----- |
| 70    | ↗224 | ↗314 | ↘278 | ↗406 | ↗1368 | →1368 |
| 2014  |      |      |      |      |       |       |
| ↗1535 |      |      |      |      |       |       |

Численность населения по данным переписи населения по состоянию на 14 октября 2014 года составила 1535 человек. По данным всесоюзной переписи населения 1939 года в селе проживало 499 человек. На 1998 год проживало 1368 человек, по оценке на 2011 год — 1368 человек; площадь села 80,2 гектара.

## История
Название Новые Шули впервые в исторических документах встречается в Списке населённых пунктов Крымской АССР по Всесоюзной переписи 17 декабря 1926 года, согласно которому, в селе Шули Новые, Шульского сельсовета Севастопольского района, числилось 14 дворов, все крестьянские, население составляло 70 человек, все татары. Предполагают, что его основали выходцы из села Шули, отсюда и происхождение названия. 30 октября 1930 года, постановлением Крымского ЦИК, было проведено новое районирование и создан Балаклавский татарский национальный район, куда включили и Новые Шули. В 1930 г. в селе числилось 94 хозяйства, в которых проживало 420 чел. (363 крымских татарина и 57 русских).
Летом 1942 года окрестности села стали местом массовых казней, произведённых зондеркомандой 11a в составе анзацгруппы D. Севастопольских евреев вывозили группами и расстреливали — около 1500 человек на 4-м километре Балаклавского шоссе у противотанкового рва, остальных — в деревнях Старые Шули и Новые Шули Балаклавского района, в деревне Балта-Чокрак под Бахчисараем и у населенного пункта «8-я остановка». Некоторая часть была уничтожена в "душегубках".
В годы обороны Севастополя и его освобождения в 1944 году село оказалось в зоне самых ожесточённых боёв.
В 1944 году, после освобождения Крыма от фашистов, согласно Постановлению ГКО № 5859 от 11 мая 1944 года, 18 мая крымские татары были депортированы в Среднюю Азию. 12 августа 1944 года было принято постановление № ГОКО-6372с «О переселении колхозников в районы Крыма», по которому в район из Воронежской области РСФСР планировалось переселить 6000 колхозников и в сентябре 1944 года в район уже прибыли 8470 человек (с 1950 года в район стали приезжать колхозники Сумской области УССР). На 1 сентября 1945 года в селе Новые Шули проживало 224 человека, все русские, действовал колхоз «Коммунар». С 25 июня 1946 года Новые Шули в составе Крымской области РСФСР. Указом Президиума Верховного Совета РСФСР от 18 мая 1948 года, Новые Шули переименовали в Штурмовое — новое название связывают со штурмом советскими войсками Сапун-горы 7 мая 1944 года. По состоянию на 1 января 1953 года в селе было 68 хозяйств колхозников (267 чел.) и 16 хозяйств рабочих и служащих (47 чел.). В 1954 году в Штурмовом проживало 406 человек. По состоянию на 1 января 1953 года в селе Кучки Родновского сельсовета было 15 хозяйств колхозников (38 человека). 26 апреля 1954 года Севастополь, в составе Крымской области, был передан из состава РСФСР в состав УССР. 7 мая 1957 года сёла района были переданы в подчинение городскому совету Севастополя и Штурмовое лишилось статуса отдельного населённого пункта. С 21 марта 2014 года в составе Севастополя аннексировано Россией.